# دوين ليمان
دوين ليمان (بالإنجليزية: Duane Lyman)‏ هو مهندس معماري أمريكي، ولد في 1886 في لوكبورت في الولايات المتحدة، وتوفي في 1966 في بوفالو في الولايات المتحدة.